# Call Me (canción de Aretha Franklin)
«Call Me» es una canción escrita y grabada por la cantante estadounidense Aretha Franklin. La canción fue coproducida por Jerry Wexler, Tom Dowd y Arif Mardin.

## Historia
Aretha obtuvo la idea para la canción luego de que ella viera a una pareja comprometida manteniendo en una conversación profunda en Park Avenue, New York. Antes de irse, Franklin escucho que ambos se dijeron entre sí "Te amo... llámame (I love you... call me)". Con la excepción de Franklin en el piano, el fondo musical para la canción fue manejada por miembros de la banda Muscle Shoals Rhythm Section.

## Resultados en listas
«Call Me» fue lanzada como un sencillo en enero de 1970, perteneciendo al álbum This Girl's in Love with You y convirtiéndose en otro hit para ella, durando dos semanas en el puesto #1 en las listas de US R&B Singles, alcanzando también el número #13 en la lista de Pop.

## Personal
- Aretha Franklin – voz, piano
- Barry Beckett – teclados
- Roger Hawkins – batería
- Eddie Hinton, Jimmy Johnson, Jerry Weaver – guitarra
- David Hood – bajo
- King Curtis - saxofón